# Mayagüez
Mayagüez je město na západním pobřeží ostrova Portoriko v Karibském moři. Žije zde přibližně 73 tisíc obyvatel. Založeno bylo v roce 1760. Sousedí s municipalitami Añasco, Cabo Rojo, Hormigueros, San Germán, Las Marías a Maricao. Pod správu města patří i ostrov Mona, vzdálený cca 70 km západně směrem k Dominikánské republice. 